# Bobby Clarke
Robert Earle Clarke, detto Bobby (Flin Flon, 13 agosto 1949), è un ex hockeista su ghiaccio canadese.

## Biografia
Nel corso della sua carriera ha giocato con Flin Flon Bombers (1965-1969) e Philadelphia Flyers (1969-1984).
Nel 1972 è stato insignito del Bill Masterton Memorial Trophy. Inoltre ha ricevuto per tre volte l'Hart Memorial Trophy (1973, 1975, 1976), il Lester B. Pearson Award nel 1974, il Lionel Conacher Award nel 1975 ed il Lou Marsh Trophy nello stesso anno.
A livello internazionale, con la nazionale canadese, ha partecipato alla Canada Cup 1976 conquistando la medaglia d'oro ed ai mondiali 1982, dove ha ottenuto la medaglia di bronzo.
Nel 1987 è stato inserito nella Hockey Hall of Fame.